# Уодсворт, Джеймс
Джеймс Самуэль Уодсворт (англ. James Samuel Wadsworth; 30 октября 1807 — 8 мая 1864) — американский филантроп, политик и генерал армии Союза в годы гражданской войны. Один из создателей Партии свободной земли, которая впоследствии влилась в состав Республиканской партии. Получил тяжелое ранение в бою во время битвы в Глуши, был взят в плен южанами и умер от ран на следующий день.

## Ранние годы
Уодсворт родился в богатой семье в поселке Дженесео в округе Ливингстон, на западе штата Нью-Йорк. Он был сыном Наоми Уолкотт Уодсворт и Джеймса Уодсворта, крупного землевладельца. Джеймс окончил Гарвардский и Йельский университеты, изучал право (у Дэниела Уэбстера) и был допущен к юридической практике, но открывать её не стал. Он проводил время в основном за управлением своими владениями. 11 мая 1834 года он женился на Мэри Грэйг Уартон из Филадельфии и семья отправилась на медовый месяц в Европу. Впоследствии у них было шесть детей: Чарльз, Корнелия, Крэйг, Нэнси, Джеймс и Элизабет.
Он так же занялся политикой, сперва в качестве демократа, но затем стал одним из основателей Партии свободной земли, которая присоединилась к республиканцам в 1856 году. В 1861 году он был членом Вашингтонской мирной конференции, неофициальной встречи сторонников предотвращения войны. Однако, когда война стала неизбежной, Уодсворт вступил в армию.

## Гражданская война
У Уодсворта не было боевого опыта и военного образования, но когда началась война, он генерал-майором ополчения штата Нью-Йорк (в мае 1861). В качестве гражданского добровольца он служил адъютантом при Ирвине Макдауэлле во время первого сражения при Булл-Ран. Макдауэлл порекомендовал его в офицеры и 9 августа Уодсворт стал бригадным генералом добровольческой армии. 3 октября он стал командовать 2-й бригадой в дивизии Макдауэлла в составе Потомакской армии. Затем до 17 марта он командовал 2-й бригадой 3-й дивизии в I корпусе. Эта бригада состояла из пяти пехотных полков:
- 12-й Нью-Йоркский пехотный полк, полковник Генри Уикс
- 21-й Нью-Йоркский пехотный полк, полковник Уильям Роджерс
- 23-й Нью-Йоркский пехотный полк, полковник Генри Хоффман
- 35-й Нью-Йоркский пехотный полк, полковник Ньютон Лорд
- 80-й Нью-Йоркский пехотный полк, полковник Джордж Пратт

С 14 марта по 7 сентября 1862 года Уодсворт командовал Вашингтонским военным дистриктом и, в частности, именно он решал вопросы с заключением и освобождением Белли Бойд. Когда Джордж МакКлеллан начал планировать свою кампанию на полуострове, именно Уодсворт обратил внимание президента на то, что согласно плану на оборону Вашингтона выделены недостаточные силы. Поэтому Линкольн пересмотрел план МакКлеллана и оставил целый корпус для обороны столицы. Это серьезно испортило отношения между Уодсвортом и МакКлелланом. Не желая служить в армии МакКлеллана, Уодсворт решил поучаствовать в выборах губернатора Нью-Йорка против демократа Горацио Сеймура, но не стал оставлять армию ради предвыборной кампании и проиграл выборы.
После отстранения МакКлеллана от командования и разгрома федеральной армии под Фредериксбергом Уодсворт стал командиром II дивизии I корпуса Потомакской армии (27 декабря), сменив в этой должности Джона Гиббона, который стал командиром II дивизии II-го корпуса. Он командовал дивизией до 15 июня 1863 года, пару раз недолго командуя всем I корпусом.
Его первым испытанием в роли дивизионного командира стало сражение при Чанселорсвилле, где, однако, дивизия была задействована несерьезно. В этом сражении его дивизия состояла из четырех бригад: Фелпса, Катлера, Пола и Мередита. После сражения часть бригад перевели в другие дивизии и под началом Уодсворта осталось всего две бригады: Катлера и Мередита. Когда началась Геттисбергская кампания, дивизия шла в авангарде I корпуса и утром 1 июля первая пришла к Геттисбергу на помощь кавалеристам Бьюфорда. Дивизия выдержала первую атаку двух бригад Конфедерации (бригады Арчера и Дэвиса, дивизия Хета, III корпус Хилла), а после наступившего затишья к ней на помощь подошли еще две дивизии. Но появление противника (дивизии Роудса) на правом фланге заставило Уодсворта отвести дивизию на Семинарский хребет, а когда обратился в бегство XI корпус, Уодсворт приказал отступать на Кладбищенский холм — это произошло в 15:45. «Об ожесточенности боёв того дня можно судить по тому печальному факту, что как минимум половина офицеров и рядовых дивизии выбыла из строя убитыми и ранеными».
2 июля дивизия обороняла Калпс-Хилл и три полка были посланы на правый фланг на помощь генералу Грину.
В марте 1864 года I корпус был расформирован и его дивизии распределены по другим корпусам. Уодсворт 8 месяцев был не у дел, занимаясь инспектированием негритянских отрядов в долине Миссисипи, а затем возглавил IV дивизию V корпуса, которая состояла частично из его прежних полков, частично из полков дивизии Даблдея. Это характеризует Уодсворта с хорошей стороны, поскольку многие другие генералы-геттисбергцы впоследствии были отправлены на второстепенные должности.

## Сражение в Глуши
В начале Оверлендской кампании Уодсворт командовал дивизией в V корпусе Говернора Уоррена и стал участником сражения в Глуши. Утром 5 мая федеральная армия встретила противника на дороге Оринж-тернпайк и командование приказало Уоррену немедленно атаковать. Уоррен смог задействовать для атаки только дивизии Гриффина и Уодсворта.
Уодсворт наступал левее Гриффина силами трёх бригад: Катлера, Стоуна и Райса. Бригада Катлера начала наступление, соединившись с флангом бригады Бартлетта (из дивизии Гриффина), но по мере наступления она начала терять ориентацию, сместилась влево и её правый фланг оказался открыт. Бригада попала под огонь бригады Джорджа Долса и начала нести потери. В это время в бой пошли джорджианцы бригады Джона Гордона, которые быстро прорвали линию федеральных войск. Впервые в своей истории Железная бригада была обращена в бегство. Продолжая наступать, джорджианцы вышли ко второй линии дивизии Уодсворта — бригаде Денисона, и быстро опрокинули и её тоже.
Левее Катлера и Денисона наступала пенсильванская бригада Рой Стоуна. 150-й Пенсильванский был развёрнут в стрелковую цепь, в основной линии шли 143-й и 149-й Пенсильванские полки, и ещё три полка шли во второй линии. Многие офицеры в бригаде были замечены за употреблением виски и, кроме того, наступающие зашли в болото, где оказались по пояс в грязи и воде. Порядок наступления нарушился, 149-й оказался позади 143-го, а когда началась стрельба, он по ошибке дал залп в спину 143-му. Вся бригада начала отходить в беспорядке. Крайним слева в дивизии Уодсворта наступала бригада Джеймса Райса. Их левый фланг сразу оказался открыт, а местность была такова, что бригаде пришлось смещаться на север, и она оказалась развёрнута углом к противнику (бригаде Даниела), и её левый фланг сразу попал под сильный обстрел. В тот же момент отступила бригада Стоуна, открыв и правый фланг Райса. Северокаролинцы Даниела бросились в атаку и отбросили Райса почти на километр.
Бригада полковника Уильяма Маккендлса поздно прибыла на поле боя и ввязалась в сражение, когда остальные части дивизии Уодсворта уже отступали. Бригада оказалась под огнём со всех сторон и едва не попала в окружение. Майор 61-го Джорджианского полка, Джеймс Ван Валкенберг, случайно наткнулся в лесу на 7-й Пенсильванский полк бригады Маккендлса. Майор направился к командиру полка, полковнику Боллингеру, и потребовал капитуляции. Пенсильванцы поверили в то, что окружены превосходящими силами противника и сложили оружие.

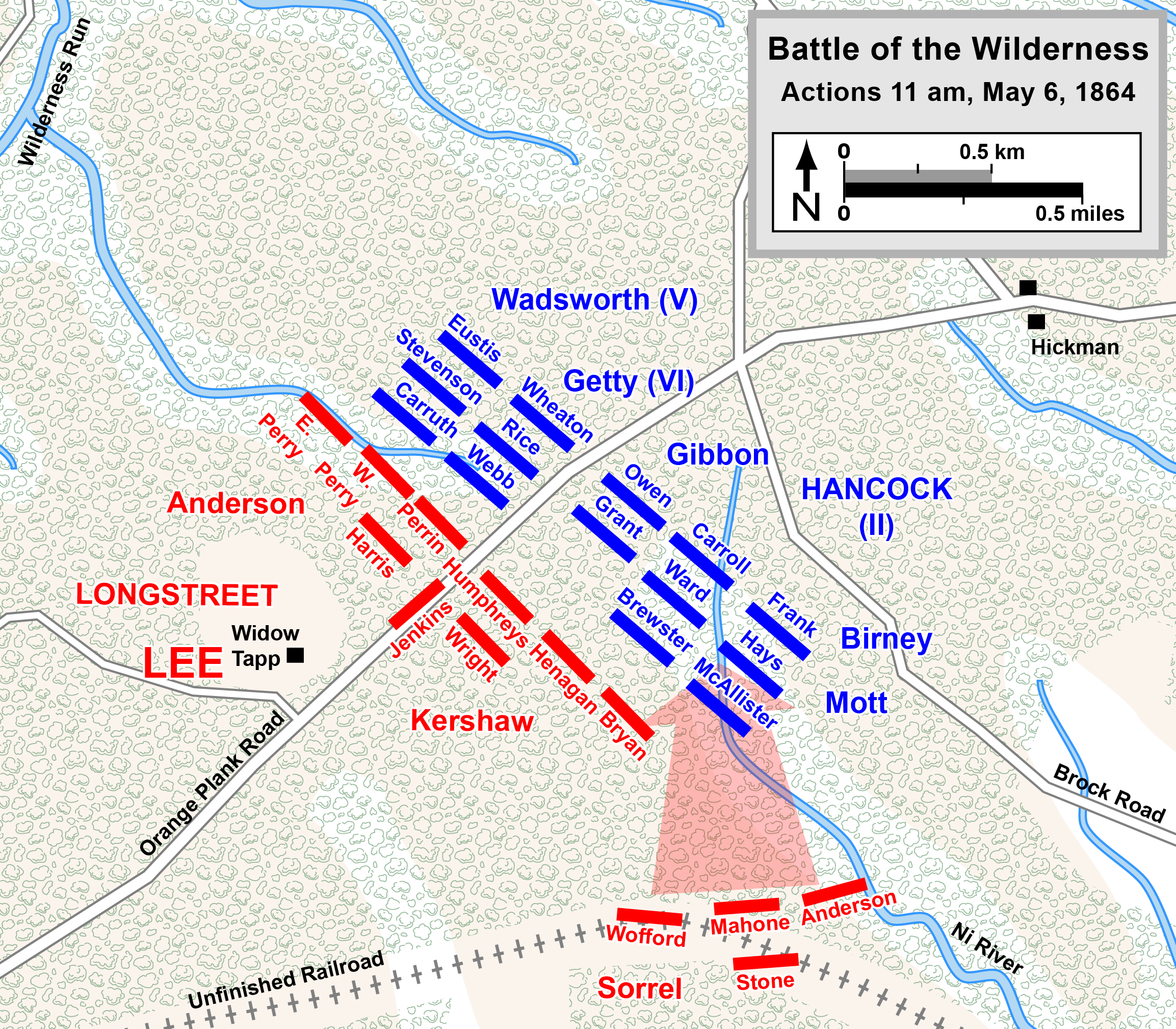
6 мая, 11:00. Положение дивизии Уодсворта перед фланговой атакой Лонгстрита

6 мая командование решило сконцентрировать силы против правого фланга противника, где стоял корпус Хилла. Генералу Хэнкоку было приказано атаковать с фронта, а Уодсворт должен был выйти в левый фланг Хиллу. Атака Хэнкока сразу же опрокинула правый фланг Хилла. Отступление всего правого фланга поставило в безвыходное положение левый фланг, бригаду Макгована. Она была атакована с фронта и правого фланга. Бригада отошла без паники и спешки. Южнокаролинцы отошли, понимая бессмысленность держаться на этой позиции. За Макгованом стояла бригада Киркланда, которая не успела построиться в боевую линию, как была атакована с фланга дивизией Уодсворта и стала отходить. Участники вспоминал, что бригада отошла без единого выстрела. Бригада Кука, которая успела возвести укрепления и установить орудия, сумела нанести ощутимый урон наступающей федеральной бригаде Райса, но она одна не могла удержать всю федеральную дивизию.
Корпус Хилла был обращён в бегство, но в этот момент на поле боя пришёл корпус Лонгстрита и остановил наступление Хэнкока. Отбросил противника, Лонгстрит вывел несколько бригад ему во фланг и атаковал повторно. наступая с юга на север, бригады постепенно отбросили все бригады Хэнкока и вышли к дороге Оринж-Пленк-Роуд. Федеральными бригадами с северной стороны дороги в это время командовал Уодсворт. Он попал под удар бригад Соррела с юга и дивизии Филда с запада. Уодсворт приказал 56-му Пенсильванскому и 76-му Нью-Йоркскому полкам бригады Райса развернуться фронтом на юг вдоль дороги. Райс выполнил приказ, но его линия оказалась под огнём артиллерии, стоящей на поле Таппа, а затем его правый фланг попал под удар дивизии Филда. Полки стали отходить. Уодсворт нашёл 20-й Массачусетский полк, который занял выгодную оборонительную позицию, и приказал его командиру, Джорджу Мэйси, атаковать противника. Мэйси счёл приказ бессмысленным и отказался, на том основании, что его полк относится к другому корпусу, и Уодсворт не может им командовать. В ярости Уодсворт решил сам повести полк в атаку, достал шпагу и двинулся в сторону противника. Мэйси был вынужден отправить полк следом. «Это верная смерть, — заметил он, — Великий Боже, это человек выжил из ума».
Полк вышел из-за баррикад и двинулся вперёд. На их пути залёг 8-й Алабамский полк, командир которого приказал «не стрелять, пока не увидите белки их глаз». Подпустив противника совсем близко, алабамцы дали залп, оставаясь сами невидимыми в зарослях. Мэйси был ранен пулей в ногу. Лошадь Уодсворта взбесилась и бросилась в сторону алабамцев. Уодсворту удалось её развернуть, и в этот момент пуля попала ему в затылок. Адъютант снял его с коня, уложил на землю, и успел уйти, воспользовавшись его лошадью.
Его родственник, Монтгомери Харрисон Ритчи, посетил лагерь Конфедерации и забрал тело генерала.
За день до ранения он получил звание генерал-майора, однако это звание было отменено, и вместо этого он получил временное повышение до генерал-майора за Геттисберг и Глушь.
Тело Уодсворта доставили в Джененсео и похоронили на кладбище Темпл-Хилл-Семетери.